# Harrachov (stacja kolejowa)
Harrachov – stacja kolejowa w Czechach w mieście Harrachov. Od 1945 do 1958 roku ta część miejscowości jak i też stacja nosiły nazwę Tkacze i należały do Polski. Stacja jest punktem końcowym linii kolejowej 311 i linii kolejowej Liberec – Harrachov.